# 大希倫湖
54°15′46″N 9°58′28″E / 54.2629°N 9.9745°E
大希倫湖（德語：Großer Schierensee），是德國的湖泊，位於該國北部石勒蘇益格-荷爾斯泰因州，由倫茨堡-埃肯弗德縣負責管轄，面積0.49平方公里，平均水深6米，最大水深12米，水體容量294萬立方米，湖岸線長度3.9公里。